# 2008年香港
|        | 香港歷史 \| 香港歷史年表                                                                                                   |
| 世紀： | 20世紀香港 \| 21世紀香港 \| 22世紀香港                                                                                     |
| 年代： | 1970年代香港 \| 1980年代香港 \| 1990年代香港 \| 2000年代香港 \| 2010年代香港 \| 2020年代香港 \| 2030年代香港               |
| 年份： | 2004年香港 \| 2005年香港 \| 2006年香港 \| 2007年香港 \| 2008年香港 \| 2009年香港 \| 2010年香港 \| 2011年香港 \| 2012年香港 |
| 紀年： | 戊子年（鼠年）、香港開埠167周年、香港回歸11周年                                                                            |

2008年，香港發生多宗引致傷亡慘重的意外，計有五級大火、嚴重車禍、亦有嚴重海難；天災頻仍，年內共發出4次八號烈風或暴風信號，其中一次更需改發九號烈風或暴風風力增強信號，而年初出現了破記錄的持續寒潮，6月一場1,100年一遇的特大暴雨則引致全港多處山泥傾瀉、嚴重水浸、部份地區居民一度與外隔絕，苦不堪言；近年備受市民關注的食物安全事件，今年警號升級，主角是所有中國製奶類產品，部份不法之徒在榨奶後非法加入化合物三聚氰胺以增加牛奶蛋白質含量，但引致全國29萬名嬰幼兒患腎石，當中6人死亡，在香港亦有13人因此腎結石，事件哄動整個社會，市民對奶製品信心全失；引起哄動的，還有1月尾爆發的陳冠希裸照事件，一部在電腦店修理的手提電腦揭發了陳冠希曾與多名女藝人「親密交往」，事件震動整個華人社會，涉及之女藝人的星途受影響，主角陳冠希最後需暫停香港藝人生涯，遠走美國；但相信今年的大事之首，仍屬一場於9月中源自美國紐約，席捲全球的世紀金融海嘯，它結束了香港自2003年7月以來長達5年的經濟復甦，股市、樓市暴挫，裁員、結業此起彼落。

## 政府

### 行政

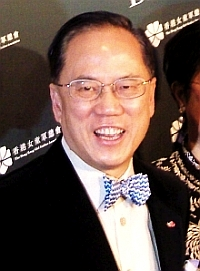
行政長官：曾蔭權
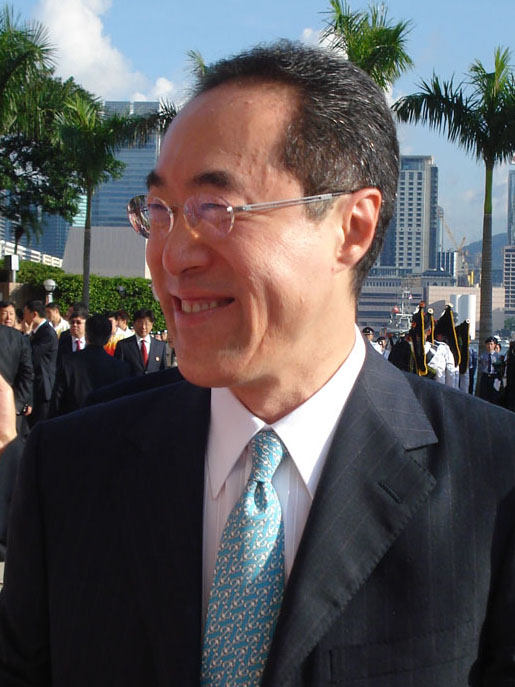
政務司司長：唐英年
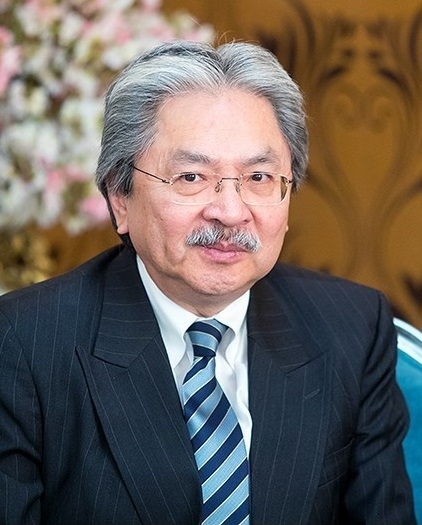
財政司司長：曾俊華
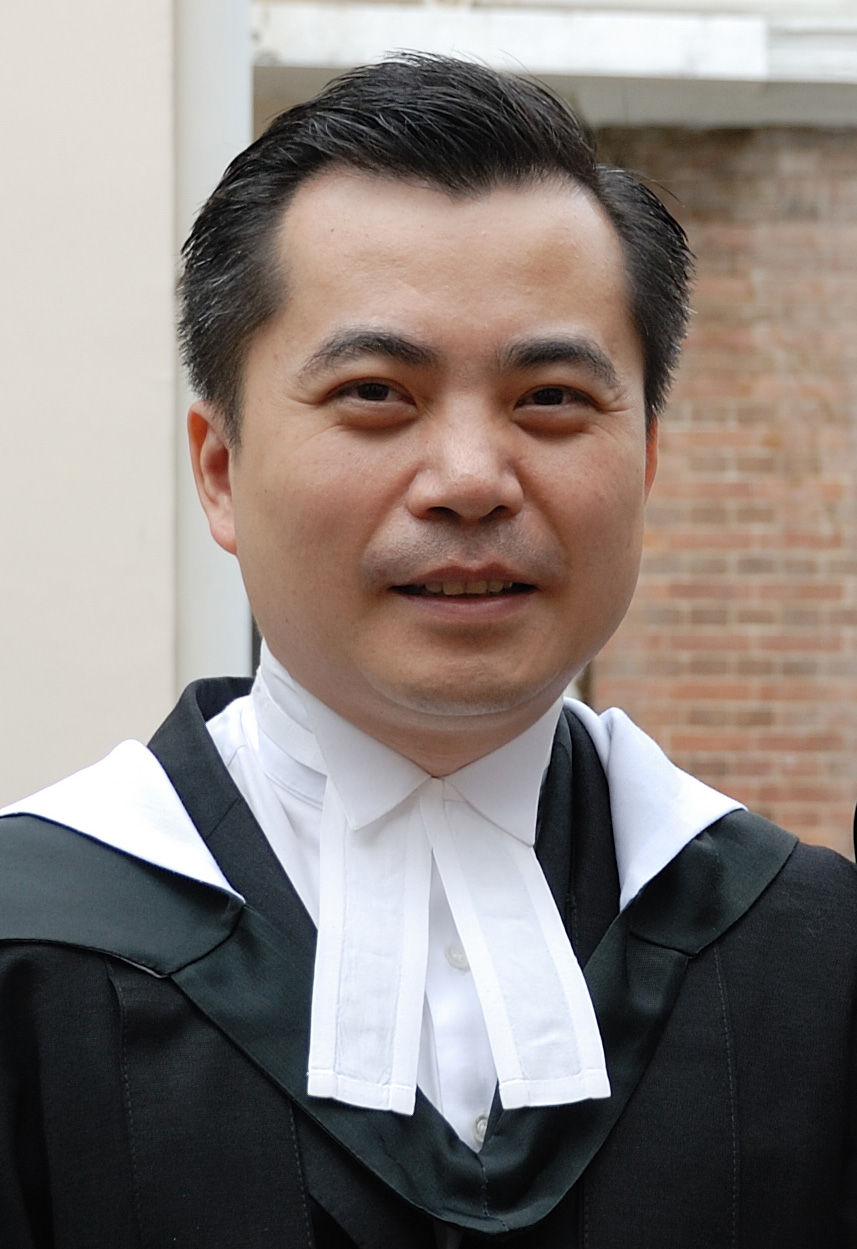
律政司司長：黃仁龍

### 立法

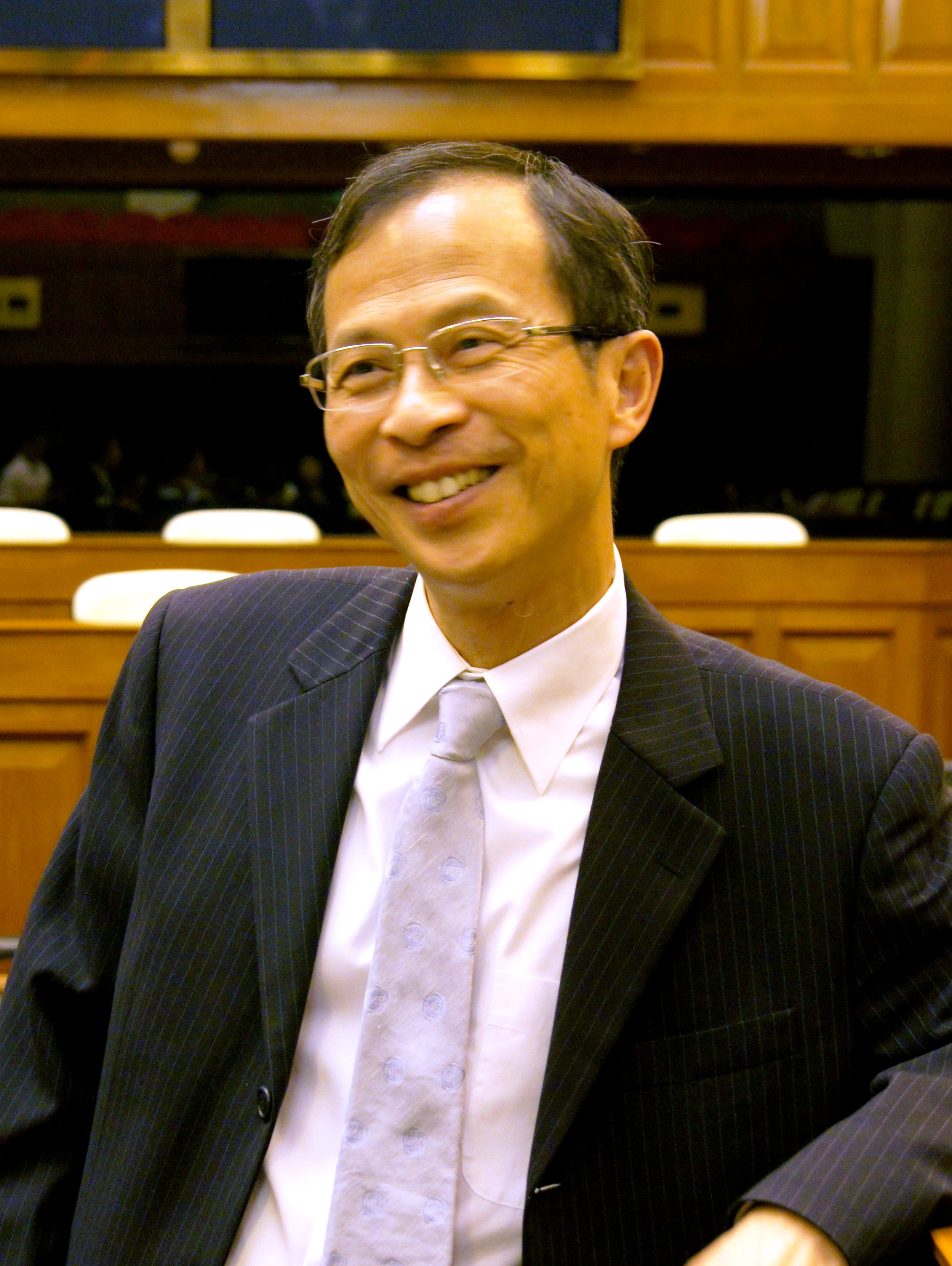
立法會主席：曾鈺成

### 司法

終審法院首席法官：李國能

### 成員變動

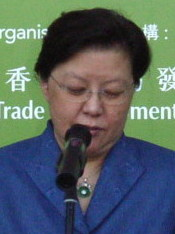
立法會主席：范徐麗泰（任期屆滿）

## 詳述

### 政治
4年一屆的立法會選舉於9月7日投票率僅得45%，僅次於2000年的43%回歸後新低。泛民主派較上屆減少2個議席，功能組別減少3席，但直選議席增加1席，受惠於自由黨選舉失利（失去全部直選議席，其後部分功能組別議員退黨），民主黨重奪立法會第二大黨地位。5月及9月，民建聯區議員劉志榮和民主黨區議員譚月萍先後因病去世，民建聯取得二人遺下的空缺議席。8月，灣仔區議員李繼雄被廉政公署拘控，但在12月獲判無罪。

### 經濟
上半年，香港經濟保持着高增長，平均達5%以上，5至7月失業率回落至3.2%的十年新低，勞工處每月平均收到超過10萬份私人機構職位空缺，據香港僱主聯合會的薪酬趨勢調查指，年初僱主平均加薪達3%至5%，創11年新高，僱員流失率亦創同期新高，部份僱主需大幅加薪10%以上才能挽留員工，通脹則升至6%，有市民直指薪酬加幅未能追上通脹，使生活百上加斤。但下半年9月開始，香港經濟受美國雷曼兄弟破產引發的全球金融海嘯影響下，開始出現大幅下瀉，結束4年半以來的經濟增長，失業率由5月至7月的3.2%升至8月至10月的3.5%，再由3.5%急升至年尾的4.2%。而香港很多機構都抵受不住海嘯影響下紛紛倒閉，其中有近60年歷史的泰林也宣告破產。香港經濟在下半年起大幅衰退，但經濟增長率受惠中國的經濟帶動及金融海嘯的最大影響時期還未到來，保持經濟增長上升3.7%。

### 天災
本年受拉尼娜現象影響，西北太平洋形成的颱風較正常多，香港早於4月17日便需發出一號戒備信號，是歷來第二早的戒備信號，翌日更改發有記錄最早的三號強風信號。6月尾至9月尾的短短3個月內，香港先後發出達4次八號烈風或暴風信號，平了1993年及1948年的一年內第2多八號颱風信號之記錄，其中8月22日的一次更需改發5年來首個九號烈風或暴風增強信號，釀成2死百多人受傷，更引起天文台處理手法爭議，包括時間用詞及應否改發更高信號。

## 簡述

### 大事時序

#### 1月
- 1月1日至1月3日，屯門菠蘿山發生嚴重山火，達到三級，火場面積達180公頃，焚燒46小時後撲熄。[1][2][3][4]
- 1月7日：政府與中電及港燈達成新利潤管制協議，兩電的准許利潤回報將降至9.99%，政府估計全港市民每年將可少付50億港元電費。[5]
- 1月11日：因大霧關係，噴射飛航在一日內發生兩宗撞船意外，第一宗是日星號由香港開往澳門，當駛至大嶼山分流附近海域時與一艘漁船發生輕微碰撞，幸無人傷，但船上數百人需乘坐第二艘船繼續行程；第二宗是由澳門開出的金星號與抵澳的天皇星號在澳門機場附近水域相撞，兩艘船共約400名傷者需被送往澳門山頂醫院接受檢驗，事後，天皇星號需被改裝為至尊噴射船。
- 1月15日：一輛行走N170線的丹尼士三叉戟（ATR72，車牌號碼HY2252）在香港仔隧道收費廣場巴士站懷疑天雨路滑失控，撞向前面兩輛正在上下客、分別行走N72和N90線的城巴富豪奧林比安（987，車牌號碼HT4739及475，車牌號碼GM6785），造成14人受傷。
- 1月17日：榕樹澳村避車處的士司機劫殺案。
- 1月18日：凌晨12時許，一輛行走273A線的富豪超級奧林比安（3ASV262，車牌號碼KH2728）在粉嶺置福圍行駛時，因天雨路滑導致巴士跣軚失控，撞向一輛停泊路旁的貨櫃車，巴士車頭嚴重損毀，車長及兩名乘客受傷。
- 1月21日：受美國次按危機影響，恆生指數自2007年10月30日最高位持續下挫，更跌破22000點關口，收報21,757.63，跌破250天平均線。

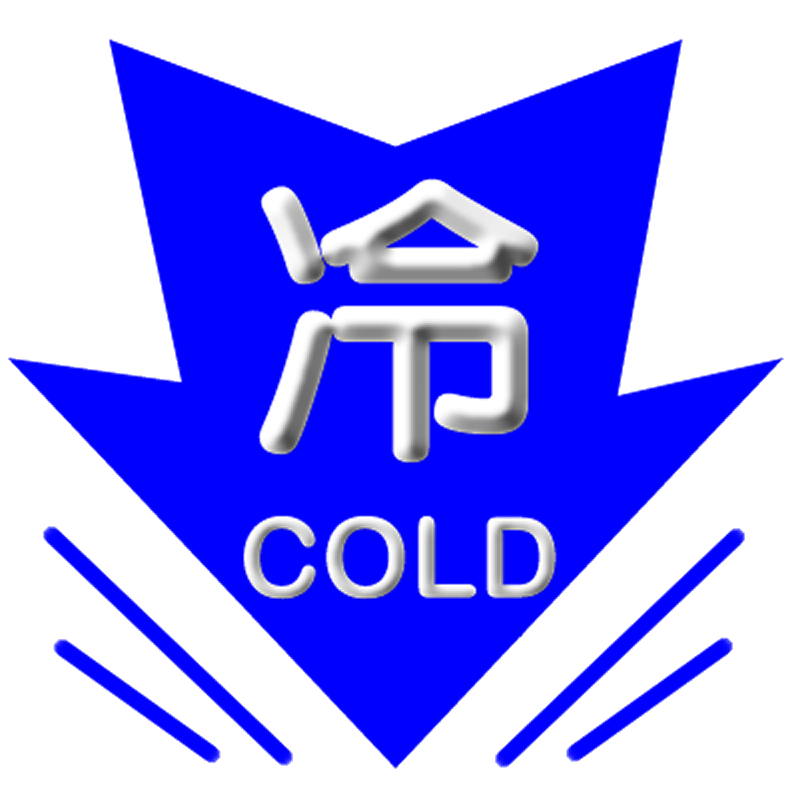
寒冷天氣警告創下連續發出24日的空前記錄

- 1月23日：粉嶺九龍坑村北美洲工作犬會命案。
- 1月24日：香港受罕見的持續寒潮影響，寒冷天氣警告創下1999年設立警告以來的最長紀錄，達594.5小時（共24日），至2月17日才解除警告，與第二記錄的263小時相距甚遠。

- 1月27日：
  - 荃灣荃景花園第二座17樓命案。
  - 涉及多名女星的情慾照首次流出，震驚全球華人社會，最終引致事件主角陳冠希公開道歉及無限期退出香港娛樂圈，事件肇因則為陳冠希將藏有大量私人色慾照的手提電腦交予中環一電腦店修理而遭盜取照片。

#### 2月
- 2月1日：中區麗嘉酒店結業，並重建成商業大廈。
- 2月2日：下午，一輛行走82X線往黃大仙的富豪奧林比安11米空調巴士（AV182，車隊編號GZ8642）在大老山隧道南行管道內車尾突然著火，五人受傷。
- 2月5日：程翔獲假釋出獄，不過抵香港沒有公開露面。[6]
- 2月19日：
  - 上水金錢村小徑命案。
  - 香港著名藝人，人稱肥姐、開心果的沈殿霞因病逝世，終年62歲。
- 2月22日：一輛行走73X線的利蘭奧林比安（AL102，車牌號碼FE3626）於城門隧道行駛期間發生交通意外，肇事巴士事後不獲修復，直接退役。
- 2月26日：灣仔星域軒1座27樓倫常慘案。

#### 3月
- 3月4日：
  - 晚上，一輛行走駿景園至顯徑的88K線富豪超級奧林比安12米巴士（3ASV350，車牌號碼KN3745）在紅梅谷路右轉往田心街時疑因車長誤認燈號，與對面線一輛行走九龍城碼頭至火炭(山尾街)的85線超級奧林比安12米巴士（3ASV141，車牌號碼JZ6467）相撞，造成25人受傷。
  - 一名天水圍肥師奶以獨居老婦為目標上前搭訕，並藉故隨長者回家偷竊殺人，在石硤尾劫殺87歲婦人。
- 3月6日：足球明星大衛·碧咸訪問香港[7]。
- 3月7日：石籬邨石佳樓22樓斬甩女友頭情殺案。
- 3月13日：香港爆發2008年香港流行性感冒疫潮事件，事件令香港小學及幼稚園從3月13日停課至3月24日，造成3名小童死亡，幾百人因流感要入院。
- 3月18日：香港發生連環性工作者謀殺案，警察拘控一巴基斯坦藉疑兇及一名香港男子。[8]
- 3月21日：香港8號幹線的尖山及沙田嶺隧道段通車。
- 3月22日：大嶼山龍鼓水道發生嚴重海難，一艘烏克蘭補給船與內地運沙船「耀海號」相撞後沉沒，18名烏克蘭籍船員喪生，7人獲救。（詳見龍鼓水道撞船意外）
- 3月31日：九巴其中一輛巴士於天水圍天柏路九巴車廠停泊期間，懷疑因電線短路而發生爆炸，迅即起火，波及其餘9輛九巴，由於所有巴士均入滿了燃油，加上玻璃纖維的不耐火性，所以火勢特別猛烈，大火於45分鐘後被救熄。

#### 4月
- 4月17日：資深體育記者伍晃榮因白血病逝世，終年67歲。
- 4月19日：颱風浣熊登陸廣東西部，香港天文台發出三號強風信號及黑色暴雨警告。
- 4月24日：荃灣德華街後巷兇殺案。
- 4月27日：王嘉梅命案。

#### 5月

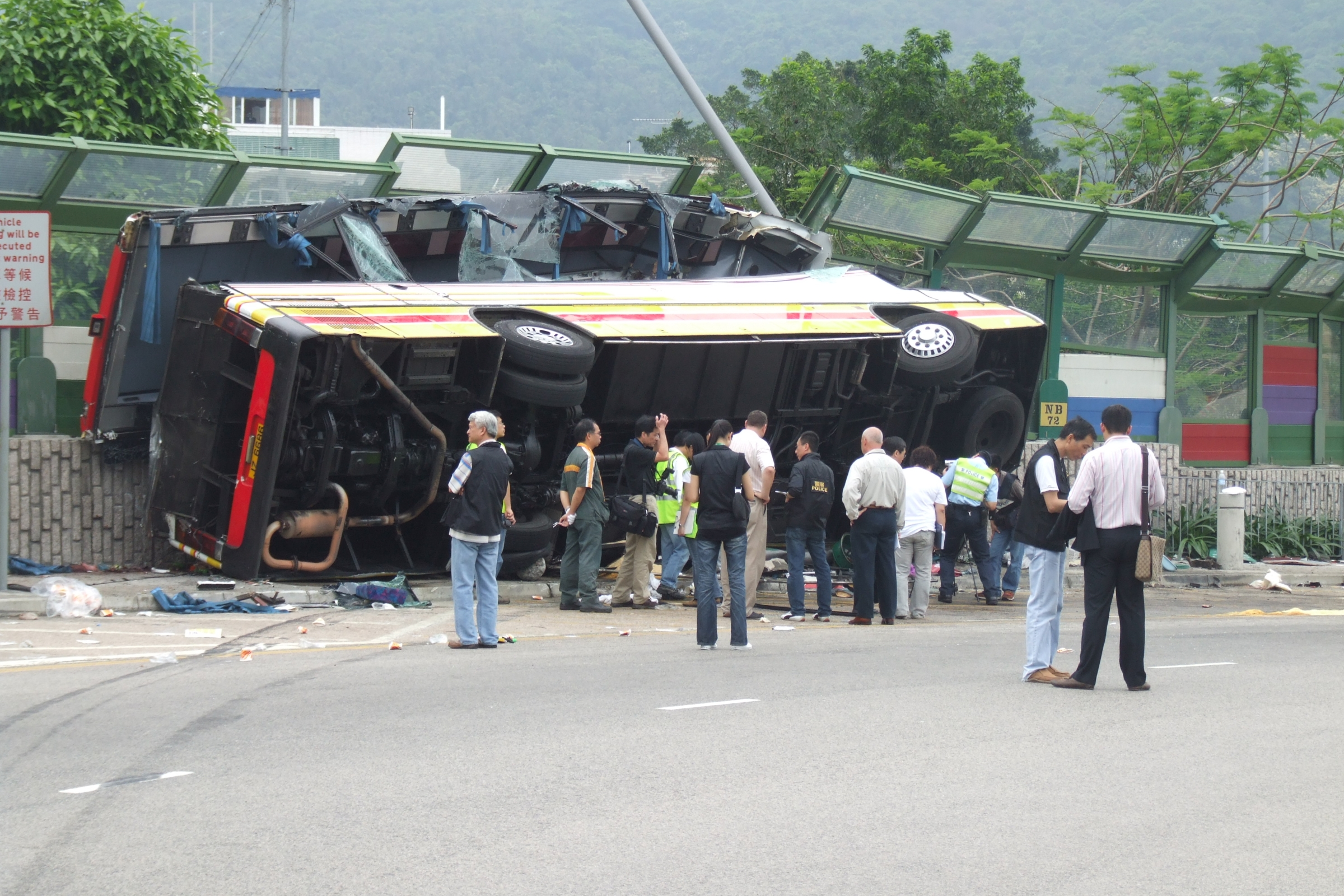
勞動節假期發生了香港歷來第二多人死亡的車禍

- 5月1日：西貢南邊圍發生嚴重車禍，一輛載滿信眾的旅遊巴在新西貢公路迴旋處超速翻側[9]，釀成19死43傷。（詳見西貢南邊圍旅遊巴翻側事故）
- 5月2日：奧運聖火相隔44年再次在香港傳遞。火炬手共119名，包括多位著名藝人，跑第一棒的是1996年奧運滑浪風帆金牌得主李麗珊，而最後一棒則是單車選手黃金寶。
- 5月9日：上水御皇庭1座37樓命案。
- 5月14日：葵涌屏麗徑葵豐樓命案。
- 5月15日：
  - 大埔機場女地勤劫殺案。
  - 油尖旺區議員、民建聯中常委兼亞視前資深藝員劉志榮因肺炎去世，享年56歲。

#### 6月

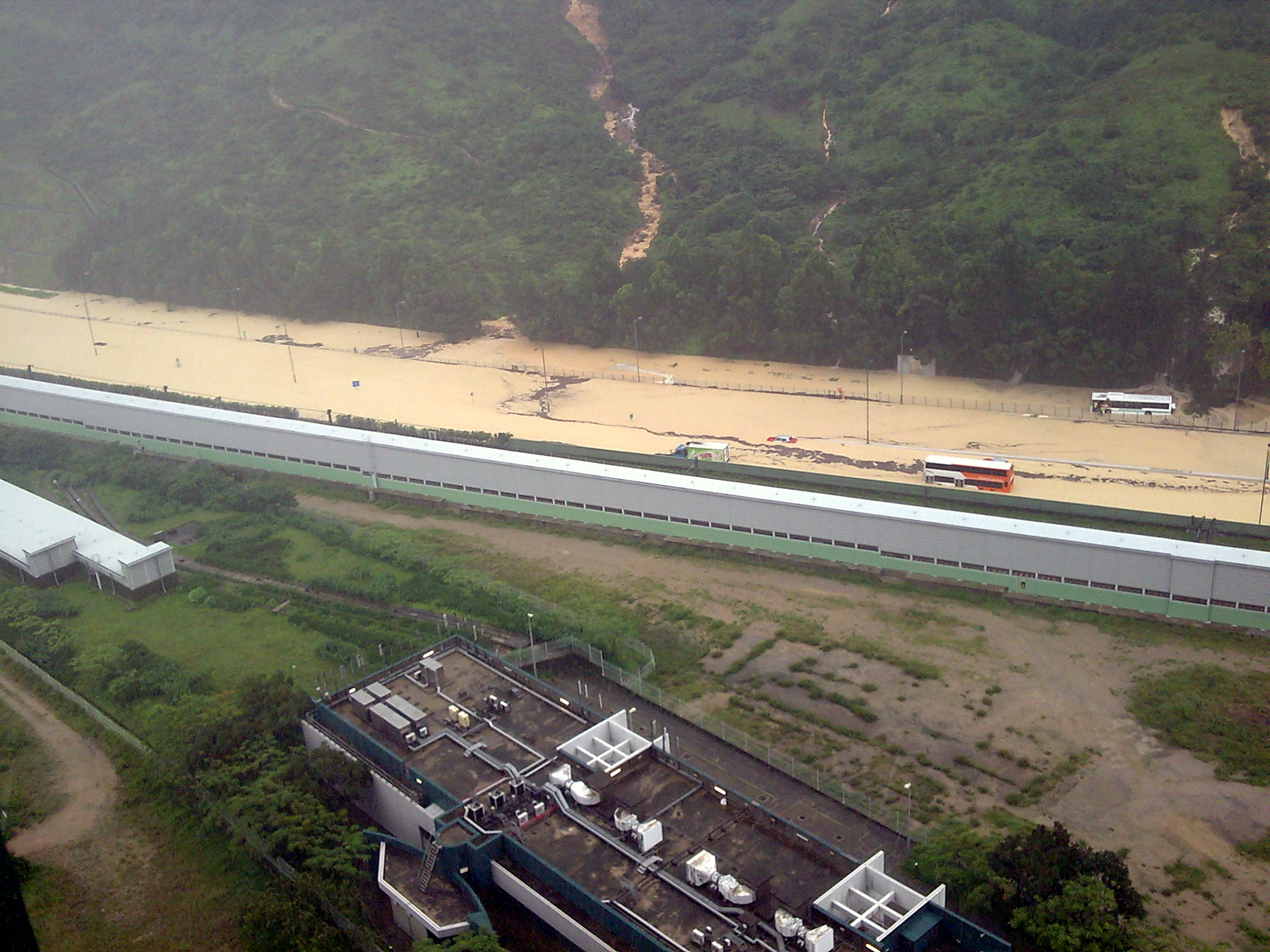
6月7日，香港遭受1,100年一遇的特大暴雨

- 6月7日：受低壓槽影響，廣泛地區降暴雨，造成2死16傷，天文台早上一度發出黑色暴雨警告近4.5小時。全港發生多宗水浸及山泥傾瀉，其中，屯門舊咖啡灣一幅護土牆倒塌，壓毀士多，並活埋2人。另外，港島區及北大嶼山公路的交通更一度陷於癱瘓。大澳受山泥傾瀉影響，道路交通中斷。東涌亦受影響，一度與外間隔絕。行政長官曾蔭權於翌日下午乘坐直升機巡視大澳道、羗山道一帶塌山泥災情，及問侯大澳居民受災情況，又表示今次暴雨是「百年一遇」。6月底，土力工程處更推算出機率為每1,100年才出現一次的暴雨。平均氣溫更成為57年來最低溫(26.7度)
- 6月18日：早上七時，一輛行走70K線的丹尼士巨龍（AD160，車牌號碼GJ3965）在和睦路及和泰街交界因交通燈失靈，與一輛公共小巴相撞，8人受傷。
- 6月25日：颱風風神襲港，在西貢以東海域掠過並登陸深圳，最近香港時，與天文台只有25公里距離，但由於登陸前已減弱為強烈熱帶風暴，天文台只發出八號烈風或暴風信號。風神襲港期間造成17人受傷。
- 6月29日：花園道往灣仔方向發生年內第二宗涉及旅遊巴的嚴重車禍，造成1死32傷。

#### 7月
- 7月1日：金光飛航金光會展號在長洲附近水域與新渡輪慢船新飛號相撞。
- 7月9日：行政會議批出第4個電台牌照予雄濤廣播，創辦人為前商台節目主持鄭經翰，預計最快於2009年第三季啟播。
- 7月9日: 香港網絡紅人「光頭Bob」出生。
- 7月11日：景賢里正式成為香港法定古蹟。[10]
- 7月21日：一輛空載的利蘭奧林比安（AL112，車牌號碼FE9366）在屯門公路近安定邨發生交通意外，車頭嚴重損毀。肇事巴士事後因為17年車齡而不獲復修，提早退役。
- 7月23日：早上八時許，一輛行走279X線的丹尼士巨龍（AD215，車牌號碼GM4460）在汀九橋撞向前面一輛空載的城巴丹尼士三叉戟（2288，車牌號碼HZ2879），六人受傷。
- 7月30日：土瓜灣鳳儀街18號6樓殺繼父案。

#### 8月
- 8月1日：香港仔香華工業大廈23樓命案。
- 8月6日：強烈熱帶風暴北冕在香港西南130公里處掠過，天文台發出年內第2次八號烈風信號，昂坪曾錄得陣風達時速227公里[11]。
- 8月8日：一名20歲混血女生帶同愛犬在香港仔瀑布灣跑步及行山，其間疑天雨路滑失足飛墮30米下崖底石灘上，頭顱及臉撼碎石死亡，沉屍水底[12]。
- 8月9日：2008年夏季奧林匹克運動會馬術比賽在香港奧運馬術比賽場地舉行，本屆比賽共有42個國家奧委會約200名選手參賽。

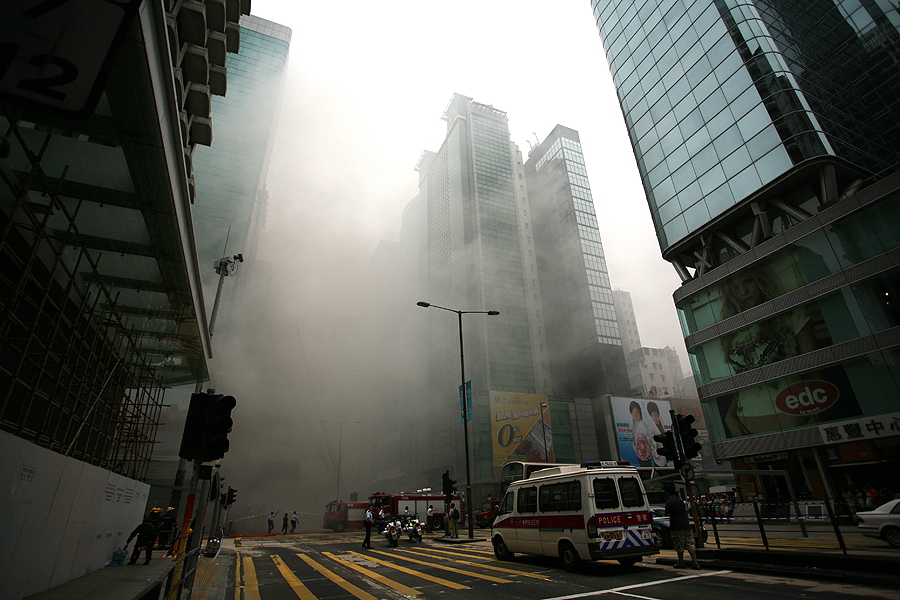
2名消防員因將自己剩餘的氧氣樽讓給居民使用而葬身旺角五級火，其捨身成仁的行為獲大眾表揚

- 8月10日：旺角彌敦道嘉禾大廈發生12年來香港首宗五級大火，大廈閣樓夜總會起火，濃煙沿梯間湧上大廈各層及天台，釀成4死55傷，其中2名死者為消防員。
- 8月15日：灣仔區議員李繼雄涉嫌少報選舉開支，被廉政公署拘控。[13]（12月18日被判罪名不成立。[14]）

- 8月21日：
  - 粉嶺華明邨頌明樓9樓命案。
  - 屯門富健花園11座命案。

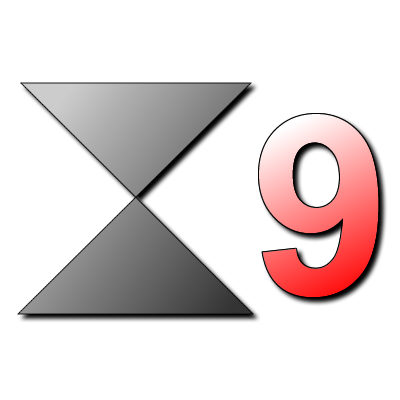
氣象部門發出5年來首個九號烈風或暴風增強信號，並創下發出時間最長記錄－11小時

- 8月22日：颱風鸚鵡正面吹襲並橫過香港，但在西貢科技大學登陸時減弱為強烈熱帶風暴，風眼在天文台總部以南1公里範圍內掠過，香港天文台發出5年來首個九號烈風或暴風風力增強信號，導致2死112傷。
- 8月25日：葵青區議員梁廣昌在屯門裁判法院承認多項欺詐罪。[15]
- 8月27日：赤柱一棵約5層樓高的百年刺桐樹疑不堪蟲蛀及真菌蠶食折斷倒塌，擊斃一名19歲港大女生，另有兩名女童擦傷。
- 8月28日：早上十時許，一輛行走276A線往天恆邨的Neoplan Centroliner（AP22，車牌號碼JR3092）沿新田公路行駛，期間因前方一輛客貨車慢駛，排在客貨車與巴士之間的貨櫃車煞掣不及，撞向客貨車車尾；巴士同樣收掣不及猛撼貨櫃車，將貨櫃車推至衝上路中心石壆，造成5人受傷。
- 8月30日：九龍灣剛入伙的彩盈邨盈富樓走廊有雜物起火，一名男子吸入濃煙不適送院。[16]

#### 9月
- 9月1日：民主黨黃大仙區議員譚月萍因病去世。
- 9月2日：金光飛航威尼斯人號由香港港澳碼頭開往澳門北安碼頭，當駛至澳門機場對開水域時與一艘蝦艇相撞，導致蝦艇上男船主遇溺身亡。
- 9月7日：特區第四屆立法會選舉順利舉行，但投票率較上屆減少10.4%，只得45%，親建制派的自由黨在地區直選全軍覆沒，僅能保住功能組別的6席，田北俊及周梁淑怡引咎辭去黨主席及副主席職務，加上3名自由黨立法會議員10月8日宣佈退黨，自由黨在立法會的議席銳減至3席，並淪為立法會第五大黨，民主黨因而進佔第二大黨地位。
- 9月7日：2008年夏季殘奧會馬術比賽在香港奧運馬術比賽場地舉行，本屆比賽共有28個國家奧委會73名選手參賽。
- 9月13日：香港島大浪灣發生迎月夜兇殺案。

- 9月14日：沙田新翠邨新明樓26樓命案。

香港財經事務及庫務局副局長於十月中表示美國政府不拯救陷入財政危機的雷曼兄弟，是錯誤決定，暗示因此將美國金融危機擴散至全球

- 9月15日：在美國有逾158年歷史的著名投資機構雷曼兄弟，因美國政府拒絕注資，成為受美國次按危機影響下需申請破產保護的最大型美國機構，觸發全球性金融海嘯，各國股市骨牌式下挫，香港恒生指數在9月16日應聲下跌1052.29至18,300.61的2年低位，至10月27日更跌至10,676.29的4年半新低。雷曼倒閉事件亦引發大規模相關迷你債券投資者的索償潮。
- 9月18日：上午，一名入職僅一個月的車長駕駛一輛行走12號線的丹尼士巨龍9.9米雙層空調巴士（ADS94，車牌號碼GT7822），在大角咀櫻桃街準備左轉往大角咀道時疑因車速過高，失控掃毀右邊長5米石壆後彈向左邊，鏟上人行道撞向多名在巴士站候車的乘客，再撞向海桃灣地盤的石柱，造成14人受傷，其中一名女生被捲入車底重傷。
- 9月20日：深圳龍崗區發生歌舞廳大火，釀成44死87傷，其中5名死者及2名傷者為香港人。同日，衛生防護中心證實香港首名市民因攝入三聚氰胺而患腎石的個案。
- 9月23日：颱風黑格比襲港，天文台再次發出八號烈風或暴風信號，平了1993年及1948年的一年內4次八號信號記錄。
- 9月30日：粉嶺車站路粉嶺名都怡景閣三樓命案。

#### 10月
- 10月2日：天水圍天瑞邨麥當勞命案。
- 10月5日：油尖旺區議會舉行佐敦東補選，由葉傲冬勝出。
- 10月8日：有19年歷史、95間分店的上市連鎖服裝店U-Right，被指欠債達12億，遭其中一間債權銀行德意志銀行入稟高等法院申請清盤，過百員工被即時解僱，但部份分店仍繼續營業，其後因臨時清盤人無法找「白武士」收購而正式結束所有分店。
- 10月11日：前灣仔區區議員兼作家馮兩努因心臟病去世，終年55歲。

- 10月13日：旺角廣華街明成閣命案。
- 10月17日：創立於1946年，最早以連鎖式經營電器零售的泰林因欠債1億而申請清盤，13間分店即時結業，260名員工被遣散，成為第2間香港大型機構在金融海嘯下的犧牲品。
- 10月22日：大型代理行中原地產表示，若樓市繼續萎縮，不排除裁減4,000人。
- 10月25日：晚上，一輛停泊在紅磡站巴士總站的丹尼士巨龍（3AD79，車牌號碼HN770）車尾突然冒煙起火，車尾嚴重焚毀。
- 10月29日：下午一時許，一輛行走21線的富豪奧林比安（AV118，車牌號碼GW7052）在馬頭圍道近家維邨遭尾隨一輛九龍專綫小巴8號線的豐田Coaster（HE7132）撞及車尾，15人受傷。

#### 11月
- 11月3日：早上九時許，一名入職三個月的司機駕駛一輛行走29M線的丹尼士三叉戟（ATS126，車牌號碼KP2734）在景泰街左轉太子道東時因閃避切線的士，失控鏟上人行道，撞向一間中學的外牆，車上上一對年老夫婦受輕傷送院。
- 11月10日：青衣大王下村殺妻案。

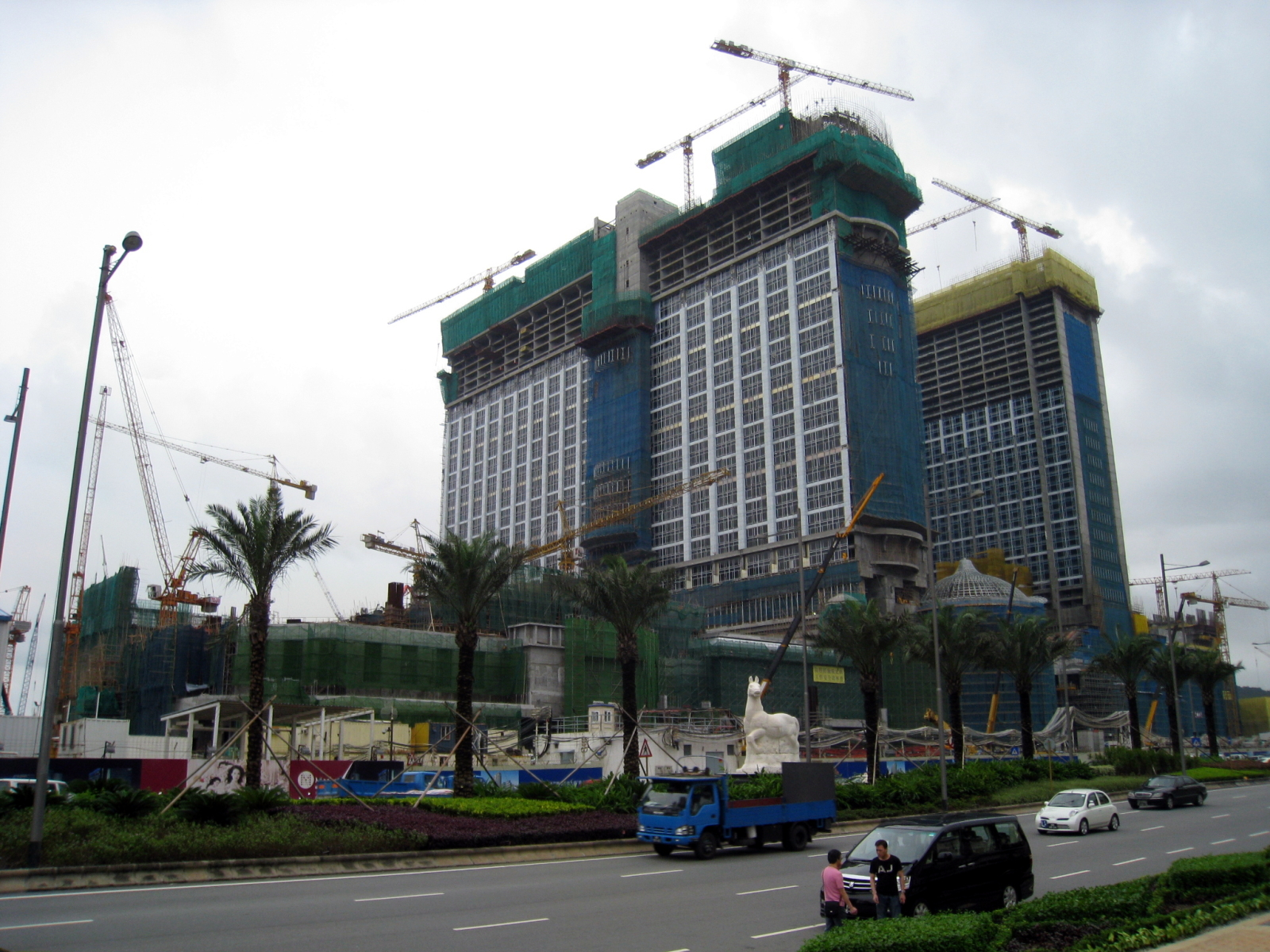
澳門威尼斯人第5、6期發展項目緊急叫停，除建築中的4座酒店將變成「爛尾樓」外，4,000名香港工人也頓成失業大軍

- 11月13日：美國金沙集團宣佈因環球金融海嘯導致負債嚴重，即時暫停在澳門路氹城的所有進行中酒店建築工程，9,000名外勞被即時解僱，包括4,000名香港工人，預計因此將香港失業率由現時的3.4%再推高0.1%，香港建造業總工會更估計建造業失業率將由8%急升至15%。另一方面，銀行業亦出現裁員潮，星展銀行日前宣佈全球裁減900人，450名香港員工陸續收到解僱信；剛於11月7日解僱300人的花旗銀行，計劃月底再有新一輪裁員行動；11月17日：香港最大僱主之一的滙豐銀行罕有地向涉及多個部門的450名高、中、低層員工派發解僱信，若將9月尾裁減的100人計算在內，該行已解僱超過550人，並表示準備2009年1月再大規模裁減500人；12月1日：荷蘭銀行裁減香港投資銀行部100人；翌日，渣打銀行亦加入裁員行列，200人受影響，佔香港總員工4%。12月4日：有1,400名職員的中小型銀行中信嘉華銀行裁減5%員工。
- 11月14日：政府公布香港第三季經濟增長，較上季的4.2%大幅放緩至1.7%，由於連續兩季出現下調，香港已正式步入經濟衰退。同日，亞洲電視裁減47名後勤人員，連同早前辭退的16人，亞視已總共解僱63人；12月1日：另一免費電視台無綫亦宣佈裁員212人，佔總員工7%，大部份來自資源製作部，但希望短期內毋須再裁員。
- 11月22日：荃灣新村街36號三樓A命案。
- 11月25日：香港發生首宗警署強姦案，一名報失財物的19歲女子被負責調查該案的29歲探員帶到旺角警署認人室性侵犯，涉案探員於翌日自首，事件引起社會廣泛關注，警務處處長表示案件已影響警隊的誠信及聲譽。經調查，控方加控他3項警署非禮罪及1項不誠實取用警署電腦罪。
- 11月26日：慈雲山慈樂邨樂安樓三屍命案。
- 11月30日：區議會舉行東九龍補選，由袁國強勝出。

#### 12月
- 12月1日：滯留泰國港人遇車禍，1死1傷。同日晚上，整個東半球，包括香港均出現了20年一遇天文奇觀，由於金星及木星剛好與呈彎的月球接近，夜空出現了一張幽默笑臉，似為金融海嘯下的人類減點壓。[18]
- 12月3日：近千名的士司機因不滿運輸署推出的「短程加長程減」的新收費方案，發動堵塞機場及北大嶼山公路行動，警方清場並拘捕24名的士司機。
- 12月8日：港鐵觀塘綫觀塘站至調景嶺站在晚間下班繁忙時間因發生罕見的電纜受損，導致服務停頓近4小時，幾十萬名乘客受影響，港鐵向乘客致歉並派出接駁巴士接載。事件起因為一工程人員於一個月前檢查電纜時錯誤打開隔離器，導致電壓逐漸不平衡而損壞電纜。[19][20]
- 12月9日：元朗一雞場爆發禽流感，9萬隻活雞需銷毀，政府並宣佈即時暫停活雞入口21天，港人需過一個沒有活雞吃的中國傳統節日冬至。
- 12月10日：早上，一輛行走彩虹至堅尼地城的113號線富豪B9TL（AVBW29，車牌號碼MJ6852）駛至灣仔皇后大道東時，車尾突然冒煙著火，司機事後疏散70名乘客，隨後火蔓延至車廂中。救熄後，車廂座位被燒至熔化，車窗亦受熱爆裂，全車燒剩支架。
- 12月11日：香港現存歷史最悠久的酒店半島酒店開業80週年。[21]
- 12月13日：旺角西洋菜南街近山東街交界的行人專用區發生高空投擲腐蝕性液體事件，兩個載有通渠水的透明膠樽被人從附近大廈擲下，膠樽破裂，腐液四濺，釀成46人受傷，行政長官翌日下午視察現場，警方表示調查此案有一定難度。
- 12月16日：一輛行走276A線的富豪超級奧林比安（3ASV51，車牌號碼JG5696）在寶石湖路行駛期間車底一條喉管突然爆裂並漏出大量油渣，導致一輛行走73線的丹尼士巨龍（S3N338，車牌號碼FZ7935）駛經上述路段時跣胎失控撞向路旁欄杆，無人受傷。
- 12月20日：長沙灣明愛醫院發生病人於醫院門外失救死亡事故，一名心臟病發的56歲男子被兒子送到醫院其中一座大樓地下詢問處門外馬路時昏倒地上，兒子向詢問處唯一當值的文員求救，該文員只按指引著他致電999報警，並無聯絡醫院另一座大樓的急症室醫生協助，結果26分鐘後才被送至急症室，但送院17分鐘後証實不治，死者兒子對院方做法十分不滿，事件亦引起社會關注及討論，食衛局局長表示醫院做法僵化，不能接受。
- 12月27日：
  - 早上10時37分，一輛40呎長貨櫃車沿屯門公路往屯門方向行駛，途經麗城花園對開時，因前方車輛慢速而減速，而一輛行走佐敦匯翔道至天瑞的69X線的丹尼士巨龍12米雙層空調巴士 （3AD46，車牌號碼HJ8388）因收掣不及，撞向貨櫃車車尾。
  - 晚上9時，一輛紅色小巴於青山公路與和宜合道交界衝紅燈，與一輛行走佐敦匯翔道至梨木樹36B線的富豪超級奧林比安12米巴士（3ASV391，車牌號碼KR598）相撞，造成31人受傷，其中2名司機重傷。
- 12月28日：葵涌邨曉葵樓命案。
- 12月29日：凌晨零時許，一輛行走40X線的丹尼士巨龍（車輛不詳）在葵益路右轉興芳路時與一輛公共小巴相撞後，小巴衝過對面線，意外中有7人受傷。
- 12月30日：早上十時許，一輛行走2A線的斯堪尼亞N113（AS16，車牌號碼GW2556）在觀塘道遭尾隨的一輛公共小巴撞及車尾後，小巴再撞向巴士車頭，兩名小巴女乘客受傷。

### 逝世
1月6日
- 黃婉玲，50歲，香港文化人。

1月8日
- 佐治摩亞（George Moore），84歲，前香港冠軍練馬師。[22]

1月22日
- 鍾錦，66歲，香港「東海」、「海都」海鮮酒家創辦人。[23]

2月19日
- 沈殿霞，62歲，香港藝人。[24]

4月7日
- 蕭顯輝，約50歲，前香港無線電視劇集監製。

4月17日
- 伍晃榮，67歲，前香港著名體育記者及主播。[25]

4月18日
- 胡百全，98歲，香港律師，前行政、立法兩局非官守議員，1972年至1974年曾任立法局首席非官守議員。前九龍巴士、香港益力多主席。[26]

5月15日
- 汪禹，53歲，香港動作片演員。[27]
- 劉志榮，56歲，香港民建聯政治中央委員、油尖旺區議會區議員、廣西政協委員、前亞洲電視藝員。[28]

6月29日
- 李翠芬，15歲，生前為聖公會鄧肇堅中學中一生，於是日參加由校方及社區中心合辦的城市追蹤活動，至途經中環花園道期間被一輛正在下斜路但腳掣失靈的旅遊客車撞死。

8月10日
- 蕭永方，46歲，香港殉職消防處消防隊目，在8月10日因撲救嘉禾大廈五級大火而殉職。
- 陳兆龍，25歲，香港殉職消防處消防員，在8月10日因撲救嘉禾大廈五級大火而殉職。

8月13日
- 梁銘彥，67歲，香港前入境處處長，於香港北區醫院因中風病逝。1989年接替賈達德成為首位華人入境處處長，1996年因隱瞞多項利益申報及個人誠信品格有問題而被政府勒令即時退休。[29]

8月31日
- 譚月萍，45歲，前黃大仙區議員，因癌症離世。

10月11日
- 馮兩努，55歲，香港前灣仔區區議員及作家，出席理大講座期間，心臟不適暈倒，送院後不治。

11月1日
- 陳任，63歲，香港電台資深唱片騎師。

11月14日
- 龍方，54歲，香港電影反派演員，中國西安市病逝。

## 其他資訊

### 活動

#### 大型項目
- 2月1日至2月7
  - 香港年宵市場營業
- 2月7日
  - 2008年香港新春花車巡遊
  - 2008年賀歲盃足球賽
- 2月8日
  - 2008年香港賀歲煙花匯演
- 2月9日
  - 賀歲賽馬日
- 2月17日
  - 渣打香港國際馬拉松比賽
- 2月24日
  - 新界區百萬行 （尖山隧道及沙田嶺隧道）
- 3月14日至3月24日
  - 香港花卉展覽
- 3月22日至3月24日
  - 香港玩具·扭蛋SHOW
- 3月28日至3月30日
  - 香港國際七人欖球賽
- 5月2日
  - 2008年夏季奧林匹克運動會香港區火炬接力
- 8月9日至8月21日
  - 2008年夏季奧林匹克運動會馬術比賽
- 9月7日至9月11日
  - 2008年夏季殘奧會馬術比賽
- 12月5日至12月8日
  - 神七太空人訪港

#### 大型演唱會
- 2007年12月21日至2008年1月1日：
  - 《Ma Belle Leo Brilliance劉德華Wonderful World演唱會2007》（12場），香港體育館
- 2008年1月25日至2月3日：
  - 《Johnnie Walker Keep Walking StarLight容祖兒演唱會08》（10場），香港體育館
- 2008年4月12日至4月15日：
  - 《Johnnie Walker Keep Walking StarLight容祖兒演唱會08 Part 2》（4場），香港體育館
- 2008年6月：
  - 《陳慧琳Love Fighters演唱會2008》（6場），香港體育館
- 2008年12月13日及15日：
  - 《東亞華星演唱會》（2場），亞洲國際博覽館

#### 節慶
下列節慶，如無註明，均是香港的公眾假期，同時亦是法定假日（俗稱勞工假期）。有 # 號者，不是公眾假期或法定假日（除非適逢星期日或其它假期），但在商業炒作下，市面上有一定節慶氣氛，傳媒亦對其活動有所報導。詳情可參看香港節日與公眾假期 及2008年香港公眾假期。
- 1月1日（星期二）：元旦
- 2月7日（星期四）：農曆年初一
- 2月8日（星期五）：農曆年初二
- 2月9日（星期六）：農曆年初三
- 3月21日（星期五）：耶穌受難節（是公眾假期，但不是法定假日）
- 3月22日（星期六）：耶穌受難節翌日（是公眾假期，但不是法定假日）
- 3月24日（星期一）：復活節星期一（是公眾假期，但不是法定假日）
- 4月4日（星期五）：清明節及兒童節 #
- 5月1日（星期四）：勞動節
- 5月12日（星期一）：佛誕（是公眾假期，但不是法定假日）
- 6月8日（星期日）：端午節
- 6月9日（星期一）：端午節翌日（補6月8日）
- 7月1日（星期二）：香港特別行政區成立紀念日
- 9月14日（星期日）：中秋節 #
- 9月15日（星期一）：中秋節翌日
- 10月1日（星期三）：中華人民共和國國慶日
- 10月7日（星期二）：重陽節
- 10月31日（星期五）：萬聖夜 #
- 12月21日（星期日）：冬至（是法定假日，但不是公眾假期，根據法定假日放假的機構，或會聖誕節放假，冬至不放假。部份機構或會提早下班）
- 12月24日（星期三）：平安夜#（不是公眾假期或法定假日，但部份機構或會提早下班或放假一天）
- 12月25日（星期四）：聖誕節（根據法定假日放假的機構，或會冬至放假，聖誕節不放假）
- 12月26日（星期五）：聖誕節後第一個周日（是公眾假期，但不是法定假日）
- 12月31日（星期三）：公曆除夕# （不是公眾假期或法定假日，但部份機構或會提早下班或放假一天）

#### 孔誕列作公眾假期的討論
是年香港公眾假期所討論的焦點，落在孔子誕辰日（簡稱孔誕，農曆八月廿七或公曆9月28日）應否列作公眾假期之問題上，社會上亦為此作了一些討論。
2006年10月23日，香港孔教學院在孔誕當天舉行「孔聖誕環球慶祝大典」，其院長湯恩佳在致詞時指，學院自多年前己積極爭取把孔誕定作香港公眾假期，但由於政府堅持不增加每年17天的公眾假期數目，故與6大宗教團體舉行會議，並於2006年中達成共識，基督教和天主教團體願意取消3天泛復活節假期的其中1天，改作孔誕假期。他認為孔子是中國文化的象徵，是世界公認的萬世師表，在中外古今都有著異常崇高的地位，不少學者更以孔子為世界十大思想家之首。 他坦言若能將孔誕列作香港公眾假期，會於2008年起實施，與會者便能真正感受到「（孔）聖誕快樂」。
為了爭取社會的廣泛支持，該學院將於2007年發起「一人一信」及簽名運動，爭取將「孔聖誕」作為公眾假期，而湯恩佳亦已去信政府，申請將孔誕列作公眾假期，並促請政府接納建議。 其後，學院財務長劉月娟補充，政府曾回覆，只要宗教界達成共識，對有關假期變動持開放態度，但政府需時籌備，並將建議交由立法會通過。
對於將孔誕列作公眾假期的問題，香港聖公會大主教鄺廣傑認為每一個宗教也希望擁有自己的假期，故對把3天泛復活節其中1天假期改為孔誕假期表示支持，但暫未收到政府通知會實行有關安排。而香港天主教社會傳播處主任容若愚則表示，樂見孔誕列作公眾假期，至於3天泛復活節假期讓出1天給孔誕，容若愚則表示假期並非某一宗教獨享，而教會亦可於孔誕放假。另外，香港佛教聯合會成員張毅平亦認為是一件好事，他表示儒家思想在香港社會上有一定支持，孔誕假期可令大眾有一個關注儒家思想的機會，對社會有幫助。 但基督教媒體《時代論壇》於兩天後則引述基督教協進會指，6大宗教在座談會上並未有正式討論及通過將「孔誕」列作公眾假期之事。
2007年1月7日，湯思佳在出席一孔教展覽時再次表示，不少國家和地區都已將孔誕定為教師節或慶祝節日，而該學院亦正推動社會人士把孔誕的農曆日子（農曆八月廿七日）定為公眾假期，倘若建議成功落實，將有助發揚傳統的儒家文化。 而據湯思佳的了解，基督教的蘇以葆牧師、鍾嘉樂牧師、天主教陳日君樞機均同意取消「復活節星期一」之假期，讓給孔誕。 而他在同年3月13日在學院新春團拜時，表示獲悉政府基本認同湯思佳的建議。 不過由於議案須經立法會通過，故孔聖誕日末有於2008年定作香港公眾假期。
至於外界對此議題的意見，各方均有不同的看法，有教育界人士認為香港是一個包含多元文化的城市，而孔子是偉大的教育家，將孔誕列作公眾假期能表達尊敬之意。即使泛復活節公眾假期縮短，學校亦只須將其他假期調動，並保證上課日不少於190天便可。但有從事市場銷售的市民，認為刪去其中1天泛復活節公眾假期可能會影響生意。另有從事建築材料的市民感到安排不妥，認為復活節有長假期會較好。 而康泰旅行社副總經理陳健鵬則認為，復活節縮短1天並不一定是壞事，因以後每逢公曆9月或10月，便有較多機會出現接連星期六至星期日的3天連假，旅行社將安排不同路線的3天團方便市民外遊，市民亦可安排在非旺季才出發。而勞工處發言人則表示，香港的法定公眾假期是經過社會廣泛諮詢而釐定，任何修訂均會對各界帶來影響，尤其是工商、金融及教育界影響為甚，故有關建議需經慎重考慮研究，取得社會共識後才推行。

#### 長假期之組合
在2008年的公眾假期中，共有4個於星期一或星期五之單獨公眾假期，其中清明節在星期五；佛誕、中秋節翌日及因端午節適逢在星期日的增補公眾假期訂於星期一，對於星期六和星期日休息的市民來說，此等假期連同星期原有的星期六、日假期相連，市民可連續享有3天假期。另外，倘市民能於於2月6日至2月8日（農曆年廿八至年三十）放年假，便可享受達到連續最多9天的的長假期。
另，幾乎每年都有一定數量的公眾假期適逢星期六，對於星期六休息或非全日上班的市民來說，每年均會構成一定數量的假期損失。2008年則只有農曆年初三 和耶穌受難節翌日2天公眾假期在星期六（其實後者是一定在星期六），相比起很多年份，2008年的假期損失已不算嚴重。
對於2008年的公眾假期編排，香港旅遊業議會總幹事董耀中表示對旅遊業甚為有利，自2006年年政府及銀行界提倡並局部實行每星期5天工作以來，星期六休息的市民增加，如公眾假期在星期一或五，不少市民便輕易獲得連續3或4天假期，加上香港經濟情況好轉，使旅行社生意大增。在2007年第一季度，香港市民參加外遊團所繳交的印花金額達809萬港元，即全香港的旅行社外遊團總收入達27億港元，較2006年同期增加達3成，為近10年所罕見。 由於團費收入大增，各旅行社均各出奇謀以增加團費收入。
永安旅遊行政總裁梁港蘭指，香港人近年旅遊模式以4、5天的短線遊為主，2008年的公眾假期組合，除了農曆新年及泛復活節有4天長假期外，出現在星期一或五的假期亦較多，無疑有利東南亞及中国内地的短線團的市道。另農曆新年有4天假期，市民只須請假3天便會有8或9天的長假期，料屆時正值盛夏的澳紐長線團會興旺。
至於康泰旅行社副總經理陳建鵬亦指上班族每逢有長假期，都會把握機會出外旅遊，由於5天工作日漸普遍，而香港人的旅遊模式是寧願多走幾趟，故較多長假期對旅遊業會起刺激作用。他表示在2008年將以日本、泰國、台灣、上海及北京等地的旅行團最受歡迎，市民只須請假1至2天便可參加。而長線團方面則集中於農曆新年假期出發，由於2008年的農曆新年容易請得9天長假，故可以刺激報團人數，公司預期8至10天的長線旅行團將以歐洲、南非及澳洲較受歡迎。而由於香港經濟暢旺，公司對香港旅遊業前景樂觀，保守估計2008年的營業額將較2007年增加半成，並須於逾半年前向航空公司訂位，較2007年來得早。
另外，東瀛遊執行董事禤國全指出，上班族有漫長假期，便會計劃外遊，當中以航程少於5小時的地點最受歡迎，預計稍後的旅遊旺季將以日本、泰國、華東及上海等地成熱門，而業務仍會錄得增長。有人事管理顧問提醒，每逢公眾假期前後，均有不少上班一族爭取放年假，故管理層須提早與員工訂出有關安排，以免過多職員申請於同一時期放假，部份最終落空因而引起不滿。

### 獎項

#### 社會貢獻
- 大紫荊勳章：李國能、胡鴻烈、鄭裕彤、陳瑞球
- 金英勇勳章：蕭永方、陳兆龍
- 香港十大傑出青年選舉：陳力元、陳美玉、錢國偉、何嘉麗、洪為民、姜炳耀、賴旭佑、汪明欣（共8名）

#### 2008年香港電影金像獎（第27屆）
- 最佳電影：《投名狀》
- 最佳導演：陳可辛 - 《投名狀》
- 最佳男主角：李連杰 - 《投名狀》
- 最佳女主角：斯琴高娃 - 《姨媽的後現代生活》

#### 電視廣播有限公司獎項（2008年）
- 香港先生：朱允崇
- 香港小姐冠軍：張舒雅
- 最佳男主角：夏雨
- 最佳女主角：米雪
- 萬千光輝演藝大獎（終身演藝成就獎）：秦沛
- 英皇新秀歌唱大賽金咪大獎（冠軍）：陳曙輝
- 最受歡迎男歌手：古巨基
- 最受歡迎女歌手：楊千嬅
- 金曲金獎：《囍帖街》（歌手：謝安琪）

#### 邵逸夫獎
- 數學科學獎：弗拉基米爾·阿諾爾德和路德維希·法捷耶夫
- 天文學獎：賴因哈德·根策爾
- 生命科學與醫學獎：伊恩·維爾穆特、基思·坎貝爾教授(其中一半)和山中伸彌(另一半)

## 外部連結
- 香港年報2008（页面存档备份，存于）
- 政府網站：2008年的香港公眾假期（页面存档备份，存于）
- 政府勞工處網站：2008年的法定假日